# Граф Лісбьорн

Герб графів Лісбьорн.

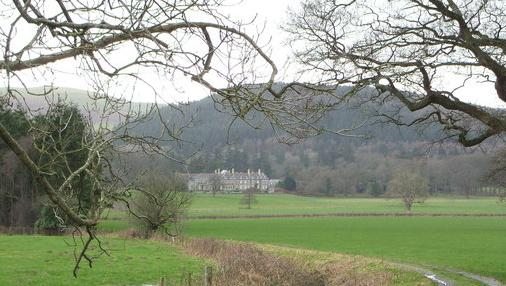
Замок Траусгод, Уельс – резиденція графів Лісбьорн.

Графи Лісбьорн (англ. -  Earl of Lisburne) – аристократичний титул в перстві Ірландії. 

## Гасло графів Лісбьорн
Non revertar insultus – «Я не повернусь без помсти» (лат.)

## Історія графів Лісбьорн
Титул граф Лісбьорн був створений в перстві Ірландії в 1776 році для Вілмота Вогана – IV віконта Лісбьорн. Він був депутатом Палати громад парламенту Великобританії і представляв Кардіганшир та Бервік-апон-Твід. Крім того, він мав незначну державну посаду. Вілмот був не задоволений ірландським титулом і намагався отримати титул в перстві Великобританії, підтримуючи прем’єр-міністра Великобританії герцога Портленд. Він невдало висловився в листі, що відмовиться від підтримки уряду, якщо не отримує титул пера Великобританії. Вілмот був нажаханий, коли довідався, що його погроза дійшла до вух короля. «… Його величність зауважив, що він не міг навіть допустити, що лорд Лісбьорн буде залякувати короля, щоб йому дарували титул пера – це вимагає пояснення – Ваша думка, заява про Ваші наміри були висловлені письмово». Вілмот Воган був сином Вілмота Вогана – ІІІ віконта Лісбьорн. Вілмот здобув освіту в Ітонському коледжі. 30 січня 1750 року він пішов служити в британську армію, отримав звання прапорщика до 2-го гвардійського полку. Залишив службу в армії в 1754 році. Він служив лордом торгівлі в 1768 році і як лордом адміралтейства з 1770 по 1782 рік. 
Титул успадкував його син – Вілмот Воган, що став ІІ графом  Лісбьорн. Він здобув освіту в Ітонському коледжі. У 1773 році він поступив в коледж Маглалини в Оксфорді. У 1778 році в нього з’явилися ознаки божевілля, а в 1770 році його оголосили божевільним офіційно. Його маєтки були передані опікунам. Решту життя він провів в приватному притулку в Шиллінгторп-Холлі, Лінкольншир, де він і помер в 1820 році неодруженим.  
Його зведений брат - молодший син І графа Лісбьорн  Джон Воган успадкував титул і став ІІІ графом Лісбьорн. Він був обраний депутатом парламенту від Кардігана. Він був відомим військовим діячем. Служив в 87-му, потім в 58-му полку. Отримав звання кпітана, потім майора, потім полковника. У 1795 році відмовився брати участь у виборах – це було для нього обтяжливо. Але в 1812 році переміг на виборах. Але після оголошення результатів його конкурент Едвард Еванс оскаржував його перемогу. До кінця своєї парламентської кар’єри він був у величезних боргах. У 1816 році він відмовився від участі в виборах і так і не домігся посади лорд-лейтенанта Кардіганширу. Він з Люсі – дочкою Вільяма Куртене – ІІ віконта Куртене у 1798 році. Він помер у травні 1831 року у віці 62 років.  
Титул успадкував його син Ернест Август Маллет Воган, що став IV графом Лісбьорн. Він теж став депутатом парламенту і представляв Кардіган. Належав до партії консерваторів. Він перший раз одружився 27 серпня 1835 року з Мері (пом. 1851) - другою дочкою сера Лоуренса Полка та його дружини леді Елізабет Воган. Від шлюбу було четверо дітей, а саме: 
- Ернест Август Малет Воган – V граф Лісбьорн (нар. 1836)
- Вільям Шафто Воган (1839 – 1853)
- Леді Елізабет Малет Воган – одружилась в 1860 році з Інглісом Джонсом з Деррі Ормонда, Лампетер.
- Едвард Кортні Воган - народився 23 жовтня 1841 року.

Другий раз він одружився 5 квітня 1853 року з Елізабет Августою Гаррієт Мітчелл (пом. 13 грудня 1883) – дочкою леді Гаррієтт Ізабелли Сомерсет і вдовою полковника Х’ю Генрі Мітчелла (пом. 20 квітня 1817). Кажуть, що леді Лісбьорн у дитинстві була фрейліною королеви Аделаїди Кью. Була одна дитина від другого шлюбу: Леді Гертруда Дороті Гаррієт Адейлад Воган (1855 – 1869). Він зосередив свої сили на вдосконаленні маєтку Кроссвуд. Великі ділянки землі в долині Іствіт були перетворені в ліси, він збудував домашню ферму в Кроссвуді. Стадо герефордської великої рогатої худоби в маєтку вважалося одним з найкращих в Уельсі, він особисто займався підтримкою свого стада в Шропшир-Даунс. Він брав участь у реставрації кількох церков, збудував кілька шкіл. Говорили, що стосунки з його орендарями були хорошими. Здоров’я його погіршилося протягом 1872 року, він провів цю зиму і наступну весну в Торкі. Очевидно, у кращому стані здоров’я він повернувся в Кроссвуд на літо, але восени знову захворів і помер на початку листопада.
VII граф Лісбьорн Ернест Едмунд Малет Воган служив лорд-лейтенантом Кардіганширу.
На сьогодні титулом володіє онук VII граф Лісбьорн – Девід Джон Френсіс Малет Воган, що став ІХ графом Лісбьорн, успадкувавши титул в 2014 році. 
Титул барона Фетард (барона Фетерс) з Фетереду, що в графстві Тіпперері та титул віконта Лісбьорн були створені в перстві Ірландії в 1695 році для Джона Вогана – депутата Палати громад парламенту Великобританії від Кардіганширу в 1694 – 1698 роках, лорд-лейтенанта цього графства. Джон Воган (1667 – 1721) був уельським джентльменом. Він був сином Едварда Вогана та онук сера Джона Вогана. Джон Воган одружився з леді Малет Вілмот (пом. 1709) – дочкою Джона Вілмота – ІІ графа Рочестер. Шлюб відбувся 18 серпня 1692 року. У них було шестеро дітей:
- Джон Воган – ІІ віконт Лісбьорн
- Вілмот Воган – ІІІ віконт Лісберн (пом. 1766)
- Генрі Воган - помер неодружений
- Леді Енн Воган – вийшла заміж за сера Джона Прідо – VI баронета Прідо
- Леді Елізабет Воган
- Леді Летиція Воган

Його син – Джон Воган успадкував титул і став ІІ віконтом Лісбьорн. Він теж був депутатом парламенту від Кардіганширу в 1727 – 1734 роках і отримав посаду лорд-лейтенанта цього графства. Належав до партії вігів. Сильно пив, мав кількох коханок, неофіційно розлучився зі своєю другою дружиною в 1729 році, довідавшись про її роман із земельним агентом. І взагалі він був аморальним типом. Витрачав марно гроші і довів маєток до фінансової скрути. Його брат і нащадки потім мусили судитися за маєток з його вдовою. Перший раз він одружився з Енн Беннет – дочкою Джона Беннета. Але вона померла в 1723 році і дітей у них не було. У 1724 році під час пиятики капітан Річард Хілл переконав його одружитися зі своєю дочкою, яка була набагато нижчою по соціальному статус, аніж граф Лісбьорн. Шлюб відбувся в 1725 році. Граф заплатив за свою дружину 400 фунтів і поїхав в Лондон засідати в парламенті і не повертався в маєток 2 роки. Тим часом вікарій написав йому листа, що його дружину підозрюють в романі з Девідом Ллойдом – земельним агентом. Граф Лісбьорн неквапливо повернувся в маєток разом зі своєю сестрою Летицією та зі своєю новою коханкою місіс Філіпс – служницею сестри. Після кількох тижнів конфлікту дружина заявила, що хоче повернутися до своїх батьків. Розлучення було процесом складним і дорогим, тому офіційно вони не розлучилися. Але тим часом вона народила сина – хто був його батьком – невідомо. Але його назвали Джон Воган і визнали спадкоєцем титулу та маєтків. Граф уникав своєї дружини, мав ще кількох коханок. Одна з його ірландських коханок - міс Роуч вкрала в нього тарілку. Після цього він познайомився з місіс Енн Севідж, що жила з ним до самої його смерті. З нею він мав сина, якого теж назвали Джон Воган. У своєму заповіті граф лишив 500 фунтів Енн, але маєтки лишив своєму брату Вілмоту. Але потім він склав інакший заповіт. Після його смерті в 1741 році почався судовий процес щодо маєтків і титулу, що тривав до 1754 року.       
Титул успадкував його молодший брат Вілмот Воган, що став ІІІ віконтом Лісбьорн. Він теж отримав посаду лорд-лейтенанта Кардіганширу. Він був відомим валійським землевласником та політиком. Він витратив більше 10 років на судовий процес проти дружини свого брата та її сина щодо маєтків та титулів. Його вдалий шлюб повернув сімейні статки та виправив фінансові негаразди. Він взагалі, на відміну від свого брата, був порядним джентльменом. В молодості він служив в піхотному полку Гроув і отримав звання капітана. У 1727 році Вілмот одружився з Елізабет Вотсон - сестрою Томаса Вотсона з Бервік-апон-Твід. У них було четверо дітей: 
- Вілмот Воган – І Лісбьорн (1728 – 1800)
- Джон Воган (бл. 1729 – 1795)
- Малет Воган (1730 р. н.) – помер молодим
- Елізабет Воган (бл. 1741 – січень 1817) – вийшла заміж за Томаса Ллойда (пом. 1783) з Абертрінанту

Титул успадкував його син Вілмот Воган, що і отримав титул графа Лісбьорн.  
Спадкоємець титулу графа Лісбьорн використовує вигаданий титул для люб’язного звертання віконт Воган. 
Родинним гніздом графів Лісбьорн був замок Траусгод (Кроссвуд), що у Кередігіоні (Кардіганшир), Уельс. Родина Лісберн досі володіє значною площею, що залишилася, у маєтку Траусгод. 

## Віконти Лісбьорн (1695)
- Джон Воган (1670 – 1721) – І віконт Лісбьорн
- Джон Воган (1695 – 1741) – ІІ віконт Лісбьорн
- Вілмот Воган (помер у 1766 р.) – ІІІ віконт Лісбьорн
- Вілмот Воган (1730 – 1800) – IV віконт Лісбьорн (був нагороджений титулом граф Лісбьорн в 1776 році)

## Графи Лісбьорн (1776)
- Вілмот Воган (1730 – 1800) – I граф Лісбьорн
- Вілмот Воган (1755 – 1820) – II граф Лісбьорн
- Джон Воган (1769 – 1831) – III граф Лісбьорн
- Ернест Август Маллет Воган (1800 – 1873) – IV граф Лісбьорн
- Ернест Август Малет Воган (1836 – 1888) – V граф Лісбьорн
- Джордж Генрі Артур Воган (1862 – 1899) – VI граф Лісбьорн
- Ернест Едмунд Генрі Малет Воган (1892 – 1965) – VII граф Лісбьорн
- Джон Девід Малет Воган (1918 – 2014) – VIII граф Лісбьорн
- Девід Джон Френсіс Малет Воган (1945 р. н.) – IV граф Лісбьорн

Імовірним спадкоємцем титулу є брат нинішнього власника титулу Майкл Джон Вілмот Воган (1948 р. н.). Спадкоємцем імовірного спадкоємця титулу є його син Едвард Вілмот Малет Воган (1998 р. н.).